# Загорская волость
Загорская волость — административно-территориальная единица Переславского уезда Владимирской губернии. Волостной центр — село Загорье, с XVIII в. вотчина Нарышкиных. Ныне территория Переславского района Ярославской области России.

## География
Волость находилась в северо-западном углу на границе Калязинского, Угличского и Ростовского уездов по течению р. Сольбы
Площадь — около 174 кв. вёрст [198 кв. км]:41

## История
погост Воскресенье Волнино упоминается в духовной великого князя Василия Тёмного (1462).

## Состав волости
По состоянию на 1905 год входили 24 населённых пункта
- Александровка
- Бережки
- Березники
- Бурцево
- Васильцево
- Вороново
- Воскресенка
- Долгово
- село Доротники (Даратники, в 1628—29 г. вотчина князя А. М. Львова)
- Жданово
- Загорье — волостной центр
- Иванова
- Кисемка
- Кишкино
- Кудрино
- Липовцы
- Михеево
- Новое Волино
- Рудеево
- Сараево
- Семиградово
- Старово
- Старое Волино
- Степанцево
- Филиппцево

На 1922 год селений 37.

## Население
Население 2 126 мужчин, 3 196 женщин, всего 5 322 человек, плотность свыше 31 человека на кв. версту [27 на кв. км]:41

## Инфраструктура
На 1922 год бывший монастырь Сольбинский, стал коммуной «Новая Жизнь».
Почва скудная — подзолистые супеси и частию 
глинистые пески.
Промыслы связаны с обработкой дерева (плотники, бондари, драньщики, корзинщики, гонка смолы, дёгтя и другие), раньше процветала выпойка телят, отхожие промыслы.